# Ecclesgreig Castle

Die Ruine von Ecclesgreig Castle

Ecclesgreig Castle ist ein Herrenhaus im schottischen Aberdeenshire. Es steht eine halbe Meile westlich des kleinen Küstenorts St Cyrus.

## Geschichte
Ursprünglich wurde Ecclesgreig Castle 1844 von William Forsyth Grant aus den Überresten des Hauses St Cyrus aus dem 16. Jahrhundert erbaut. Entworfen wurde es im viktorianischen Neo-Gotik-Stil von dem berühmten Bather Architekten Henry Edmund Goodridge (1797–1864). Dabei wurde auch der Name in Ecclesgreig Castle geändert, um eine Verwechslung mit dem Ort St Cyrus zu verhindern.
Das Anwesen war über viele Jahre hin das Herzstück eines veritablen landwirtschaftlichen Anwesens. Die wesentlichen Erträge aus diesen Mitteln finanzierten den Bau des Hauses mit seinem noch heute gut erhaltenen, italienischen Renaissance-Garten. Dort finden sich viele klassische Statuen, die diesen Stil unterstreichen. Der Garten war schon in früher Zeit einer der größten Haushaltsposten des Anwesens. 
Es wird angenommen, dass Bram Stoker auf einer Schottlandreise einige Zeit auf dem Anwesen verbrachte und Inspirationen für seinen berühmten Dracula-Roman fand.
Im Laufe der Jahre führten Erbschaftssteuer, wechselnde politische Entwicklungen und die Aufteilung solch großer landwirtschaftlicher Anwesen zum Rückgang der Anbauflächen und damit auch der Einkünfte, was letztlich zur Aufgabe und Verfall des Schlosses führte.
Der jetzige Eigentümer bemüht sich seit Jahren um Erhalt und Sicherung des vor allem im Inneren zu einer Ruine verfallenen Anwesens, mit dem Ziel, es in ein Hotel zu verwandeln.
Um das Gebäude und einen verschollenen Sohn der Familie ranken sich einige Spukgeschichten.